# 学園木花台南
学園木花台南（がくえんきばなだいみなみ）とは、宮崎県宮崎市内の地名。木花地域自治区に属している。学園木花台南1丁目～3丁目が置かれている。住居表示実施地域。郵便番号は889-2153

## 地理
宮崎市の中南部に位置し、宮崎学園都市の住宅地区のうち、宮崎県道368号勢田木崎線より南の地域にあたる。主に独立住宅による住宅街を形成している。学園木花台北、学園木花台桜、学園木花台西、熊野 (宮崎市)、加江田 (宮崎市)と接する。

## 世帯数と人口
2023年（令和5年）6月1日現在の世帯数と人口は以下の通りである。
| 町丁              | 世帯数  | 人口  |
| ----------------- | ------- | ----- |
| 学園木花台南1丁目 | 157世帯 | 355人 |
| 学園木花台南2丁目 | 259世帯 | 557人 |
| 学園木花台南3丁目 | 426世帯 | 925人 |

## 小・中学校の学区
市立小・中学校に通う場合、学区は以下の通りとなる。
| 町名         | 小学校                   | 中学校             |
| ------------ | ------------------------ | ------------------ |
| 学園木花台南 | 宮崎市立学園木花台小学校 | 宮崎市立木花中学校 |

## 交通

### バス
宮交グループの運営するバスが営業している。

### 道路
- 宮崎県道339号塩鶴木崎線
- 宮崎県道368号勢田木崎線
- 宮崎県道376号学園木花台加江田線

## 施設
- 宮崎市立学園木花台小学校
- 宮崎市立木花中学校